# انتخابات آینده ریاست‌جمهوری سوریه
انتخابات آینده ریاست‌جمهوری سوریه قرار است پس از سقوط رژیم اسد در دسامبر ۲۰۲۴، ظرف پنج سال، برگزار شود. تا آن زمان، سوریه توسط دولتی انتقالی به رهبری رئیس‌جمهور، احمد الشرع، اداره خواهد شد.

## پس‌زمینه
پس از فروپاشی حکومت بشار اسد در ۸ دسامبر ۲۰۲۴ در جریان حملات مخالفان دولت به رهبری هیئت تحریر شام در بحبوحه جنگ داخلی سوریه و سقوط دولت بشار اسد، رئیس‌جمهور سوریه از قدرت خلع و قادر به اتمام دوره ریاست جمهوری خود نشد.
با سقوط دولت بشار اسد در ۸ دسامبر ۲۰۲۴ و روی کار آمدن دولت جدید در ۹ دسامبر ۲۰۲۴، احمد الشرع رئیس‌جمهور موقت سوریه، قانون اساسی موقت را برای یک دوره انتقالی ۵ ساله و تا زمان تعیین قانون اساسی جدید کشور و برگزاری انتخابات ریاست جمهوری تصویب کرد. براساس شیوه حکمرانی موقت مصوبه ۱۳ مارس ۲۰۲۵ در سوریه این کشور یک نظام ریاستی شامل رئیس‌جمهور، معاون اول رئیس‌جمهور، سایر معاونین و وزرای وزارتخانه‌های اعلامی براساس قانون اساسی موقت سوریه با حذف مقام نخست‌وزیری می‌باشد.

## تاریخ انتخابات
اندکی پس از سقوط رژیم اسد، هادی البحره، رئیس ائتلاف ملی سوریه، گفت که برای ایجاد «محیط امن، بی‌طرف و آرام» برای انتخابات آزاد، همان‌طور که در قطعنامه ۲۲۵۴ شورای امنیت سازمان ملل آمده است، به یک دوره انتقالی ۱۸ ماهه نیاز است. با این حال، احمد الشرع، رئیس‌جمهور تازه اعلام شده سوریه، با اشاره به نیاز به ایجاد مجدد زیرساخت‌های انتخابات با سرشماری جامع جمعیت و تهیه پیش‌نویس قانون اساسی، اظهار داشت که برگزاری انتخابات حداقل به چهار تا پنج سال زمان نیاز دارد.
ژان نوئل بارو، وزیر امور خارجه فرانسه و آنالنا بربوک، وزیر امور خارجه آلمان، در دیدار با الشرع، از رهبری جدید سوریه خواستند تا از تأخیر بی‌مورد در برگزاری انتخابات خودداری کند.